# Sachir Mais Ogly Dschafarow
Sachir Mais Ogly Dschafarow (russisch Захир Маис Оглы Джафаров, wiss. Transliteration Zachir Mais Ogly Džafarov; geboren am 1. Oktober 1998) ist ein russischer Skispringer mit aserbaidschanischen Wurzeln, der ab 2025 für Aserbaidschan antritt.

## Werdegang
Sachir Dschafarow trat erstmals im Februar bei zwei Wettkämpfen der Fédération Internationale de Ski im FIS Cup in Villach international in Erscheinung. Wenige Wochen später nahm er an den russischen Meisterschaften im Skispringen 2018 in Nischni Tagil teil und gewann dort die Bronzemedaille im Einzelspringen von der Normalschanze.
Im Sommer 2018/19 gab Dschafarow bei zwei Wettbewerben in Oslo sein Debüt im Skisprung-Continental-Cup. Bei den russischen Sommer-Meisterschaften im Skispringen 2018 in Krasnaja Poljana gewann er im Teamwettbewerb gemeinsam mit Denis Kornilow, Roman Trofimow und Michail Maximotschkin die Silbermedaille für die Oblast Nischni Nowgorod.
Bei den russischen Sommer-Meisterschaften 2021 wurde er zusammen mit Michail Maximotschkin, Kirill Kotik und Roman Trofimow russischer Meister im Teamwettbewerb.